# 사구 (행정 구역)
사구(중국어 간체자: 社区, 정체자: 社區, 병음: shèqū 서추[*])는 중화인민공화국의 촌급 행정 구역의 하나이다. 향급 행정구역인 가도(街道), 향(乡), 진(镇)의 하위에 설치된다.
통상적으로 도시화된 지역에는 사구가 설치되고 촌락 지역에는 촌(村)이 설치된다. 중국 전역에 약 10만 개의 사구가 존재하고 있다. 사구마다 거민위원회(중국어: 居民委员会)가 설치되어 반상회와 같이 도시 지역에서 작은 단위의 공동체의 역할을 한다.

## 같이 보기
- 중화인민공화국의 행정 구역